# Skocznia narciarska na Antałówce
Skocznia narciarska na Antałówce (Hyclówka) – nieistniejąca obecnie terenowa skocznia narciarska, zlokalizowana w Zakopanem, na północnym stoku Antałówki (940 m n.p.m.), na wysokości około 900 m n.p.m., nad stacją kolejową Zakopane.
Skocznię wybudowali - w lutym 1920 r., w ciągu 2–3 dni - członkowie zakopiańskiej Sekcji Narciarskiej Polskiego Towarzystwa Tatrzańskiego na potrzeby 1. edycji mistrzostw Polski w skokach narciarskich. Była ona obiektem tymczasowym, wykonanym z drewna, gałęzi i śniegu, a jej koszt nie przekroczył 100 marek polskich. Był to obiekt o rozbiegu wynoszącym 20 m, zeskoku długości 30 m i sporym nachyleniu (25 stopni). Najdłuższy oddany na nim skok liczył 14 metrów. W rozegranym tu 22 lutego 1920 premierowym konkursie mistrzostw Polski zwyciężył Leszek Pawłowski, przed Franciszkiem Bujakiem i Romanem Łuszczyńskim.